# Crypto-1
Crypto-1 — проприетарный алгоритм шифрования, созданный NXP Semiconductors для использования в RFID-картах стандарта Mifare (Classic). Данный стандарт используется различными картами, в частности: картой москвича, Oyster card, CharlieCard, OV-chipkaart.
Несколько исследований, проведенные в 2008—2009 годах,

 показали что безопасность данного алгоритма является невысокой.
Crypto-1 является потоковым шифром, очень похожим на предшествующий Hitag2. Crypto-1 состоит из:
- одного 48-битного сдвигового регистра с обратной связью для хранения секретного состояния
- линейной функции,
- двухуровневой нелинейной функции 20-в-1
- 16-битного регистра сдвига с линейной обратной связью, который используется при аутентификации. Некоторыми картами может использоваться как ГПСЧ.

Алгоритм может использоваться как регистр сдвига с нелинейной или линейной обратной связью в зависимости от входных параметров. Обычно шифры Crypto-1 и Hitag2 используют нелинейный режим только при инициализации и аутентификации, переключаясь на линейный режим с нелинейным выходным фильтром для шифрования передаваемых данных.